# لارا فایرزینگر
لارا فایرزینگر (به اتریشی:Laura Feiersinger)یک بازیکن زن فوتبال اهل کشور اتریش است. پست تخصصی وی هافبک است و همکنون برای تیم باشگاهی اس‌سی زنت و در بوندس‌لیگا آلمان بازی می‌کند. او پیشتر برای تیم فوتبال یواس‌کی هوف و در لیگ برتر زنان اتریش و همین‌طور تیمها هرفرد و بایرن مونیخ بازی می‌کرد.
وی از سال ۲۰۱۰ یکی از اعضای تیم ملی فوتبال زنان اتریش نیز است. پدر او نیز بازیکن فوتبال اتریشی وولفگنگ فایرزینگر است.

## افتخارات
بایرن مونیخ
- قهرمان بوندس‌لیگا (۲ مرتبه): فصلهای ۱۵–۲۰۱۴ , ۱۶–۲۰۱۵
- قهرمان جام حذفی آلمان (۱ مرتبه): فصل ۱۲–۲۰۱۱